# República de Asti

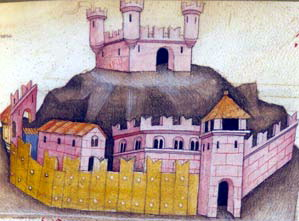
Codex Astensis. Miniatura del pueblo y Castello di Annone, donada por Oddone III al recién formado municipio de Asti.

La República de Asti o Comuna libre de Asti (en italiano: Repubblica Astese) se declaró en el 1095. Gracias al notable desarrollo económico, resultado de una gran red comercial de sus ciudadanos en toda Europa, se convirtió en una de las entidades políticas y económicas más importantes de la Italia noroccidental hacia la mitad del siglo XIV.

«Entre las comunas libres de la Edad Media que, en la parte superior de Italia orientada al oeste, crecieron en tamaño y brillaron con más luz, Asti ocupa sin duda el primer lugar»
Quintino Sella.

Fue protagonista de las luchas por la supremacía en el Piamonte, saliendo victorioso en más de una ocasión sobre los señores vecinos que intentaron derrotarlo durante más de tres siglos.
Bastión del movimiento gibelino piamontés , logró independizarse tanto del poder de la Iglesia como del Imperio.
Las incurables luchas internas entre güelfos y gibelinos de Asti obligaron finalmente al municipio a pedir ayuda e intervención de los señores extranjeros, que en 1342 pusieron fin a la independencia republicana.

## SigloXI

### El nacimiento de la república
La ciudad de Asti a principios del siglo XI, gracias a la intercesión del obispo Oberto I ante el emperador Conrado II, obtuvo reconocimientos particulares imperiales que permitieron el desarrollo de su propia clase dirigente (los cives).
Esta nueva nobleza se opuso posteriormente a los objetivos de la condesa Adelaida de Susa, quien iba expandiendo y consolidando dinásticamente a la Marca de Turín de la cual el  condado de Asti hacía parte.
Con esta situación el obispo mantuvo la ciudad, pero solo formalmente, sometido al episcopado con restricciones feudales de tipo colectivo, sin ocurrir ningún levantamiento que si sucedieron en otras ciudades de Piamonte (per ejemplo: Ivrea, Alba, Vercelli).
El 28 de marzo de 1095, el obispo Otón III, que a la muerte de la condesa Adelaida había sido nombrado conde de Asti por el emperador Enrique IV, cedió el castello di Annone a los cónsules de la ciudad (... ad consules Astensis civitatis).
Los estudiosos lo interpretaron como el acto de nacimiento de la comuna libre de Asti.
El acto lo presenciaron dos grupos de ciudadanos: los mencionados cónsules ciudadanos por una parte y los funcionarios del obispo por otro lado.
Según Bressi, con este acuerdo el obispo pretendía obstaculizar los objetivos expansionistas de los condes seculares vecinos, asegurándose el apoyo de la nueva organización de la ciudad, el origen de la comuna.
La fuerte predisposición de la ciudad de Asti para el comercio, vista su localización estratégica en las principales rutas comerciales de la Italia nororiental hacia Europa del Norte, hizo que la política en la Comuna de Asti estuviese fuertemente relacionada con los intereses de los propios mercaderes.
La actividad mercantil realizada en la ciudad se remonta a tiempos antiguos y se desarrolló sin interrupciones hasta el siglo XIII. Como muestra, en el siglo XII la ciudad recibió el permiso de "acuñar moneda" como reconocimiento oficial del importante papel económico desempeñado por la ciudad en la Alta Edad Media.

## SigloXII

### LosGarsiasdeQuartoy los posteriores conflictos con el clero
Entre el 1110 y el 1111, se produjo el primer paso expansionista del Asti: con la intención de crear una conexión entre la ciudad y el castillo de Annone, concedida por el obispo Oddone en 1095, la milicia municipal de Asti ocupó el territorio de Quarto d'Asti que sirvió de amortiguador entre Annone y la ciudad.
Como en Quarto había algunos territorios ricos del cabildo catedralicio llamados "Garsia", el clero de Asti se rebeló contra la invasión del ejército municipal apelando a la intervención del obispo Landolfo con la amenaza de abandonar la catedral y la ciudad.
El obispo Landolfo, sucesor de Otón, se vio presionado, pero el clero que había concedido muchas libertades a los habitantes de Asti ya no era tan poderoso como antes. El obispo intentó mediar en el conflicto sin desembocar en un conflicto armado.
Esta resultó ser la primera victoria política de la comuna sobre el episcopado, que se vio obligado a someterse a los objetivos expansionistas municipales, cediendo por primera vez su dominio secular.
En los años siguientes hubo conflictos entre la Comuna y el Obispado por el dominio de los territorios del campesinado: por un lado Landolfo intentó estrechar lazos vasallos con los castillos del campo, por otro el municipio intentó ampliar su dominio tanto como sea posible a través de compras, sumisiones y enfrentamientos.
Los conflictos se agudizaron hasta tal punto que tanto Ogerio Alfieri como Guillermo Ventura contaron en sus "crónicas" un fuerte conflicto en el primer cuarto del siglo XII entre las dos instituciones y Ogerio se vuelve a hablar de un incendio en la ciudad en 1143 por parte del obispo, Nazario I:

«A.D. MCXLIII, III idibus septembris, Civitas Astensis destructa fuit incendio quasi tota per Nazarium episcopum Astensem et ecclesiam astensem»
En el año del señor 1143, la ciudad de Asti fue casi totalmente destruida por un incendio del obispo de Asti Nazario
Olgiero Alfieri, Fragmento de gentis astensium

Mientras el Codex Astensis reporta la noticia del incendio de la ciudad, Gaspar Bosio no es de la misma opinión ante la falta total de otros documentos que atestiguan la presencia de Nazario en Asti y la ausencia total de informes sobre el incendio en el monumento de Guillermo Ventura.
Entre el 1135 y el 1150 la Comuna, con la intención de controlar las grandes vías comerciales y de comunicación hacia Francia y Liguria, amplió sus dominios gracias a las donaciones voluntarias de los nobles del campo: así en 1135 el Marqués Ardizzone II cedió parte de Felizzano y el castillo de Calliano, los señores de Ferrere, Dusino, Valfenera y Vigliano hicieron un acto de sumisión; En 1149, Ottone Boverio, octavo hijo del marqués Bonifacio del Vasto, cedió la mitad del Condado de Loreto a Asti, abriendo así el acceso al mar a los ciudadanos de Asti a cambio de una alianza contra el enemigo común: el Marquesado de Montferrato.

### Las relaciones con Federico I

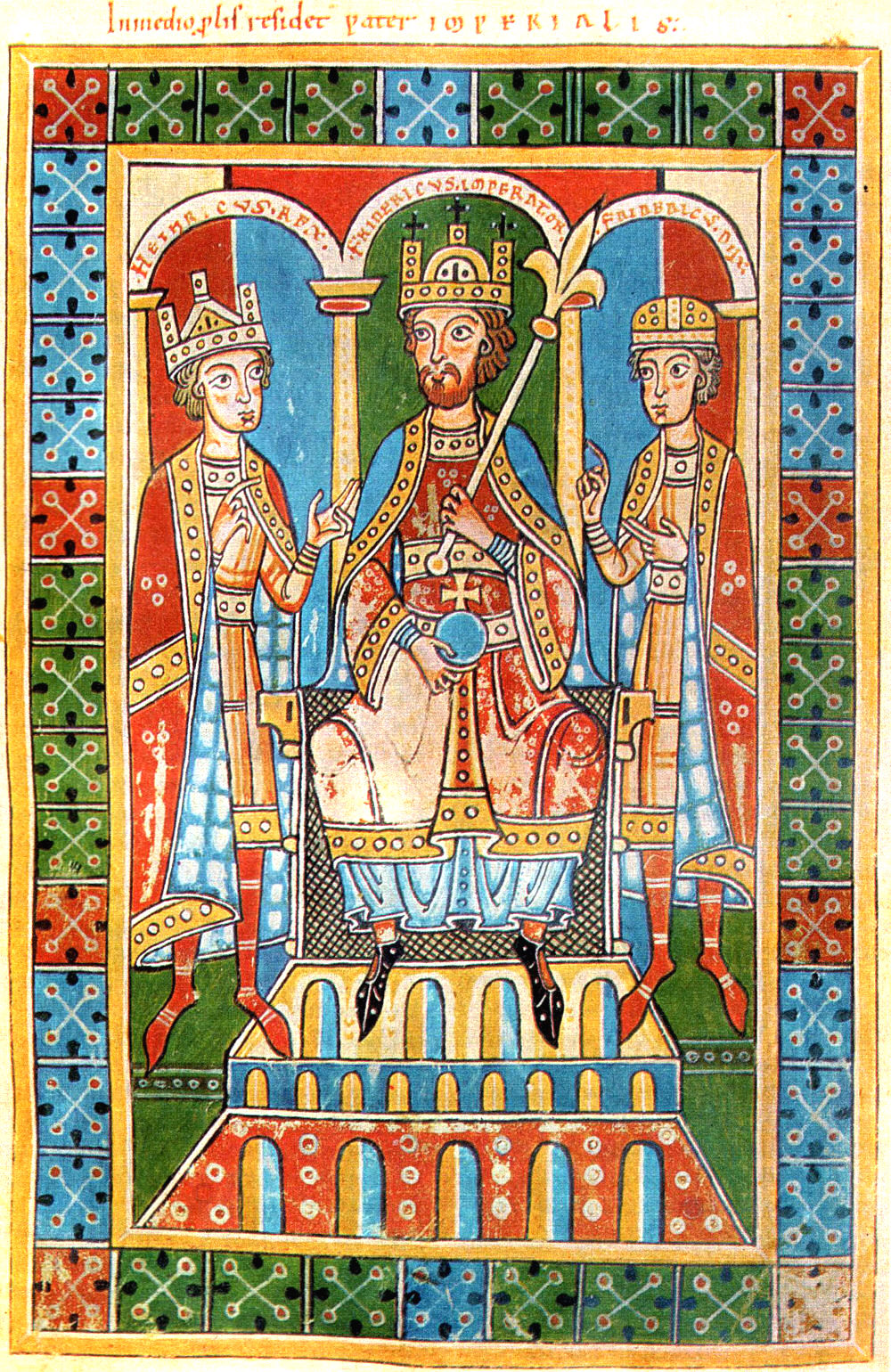
Miniatura de Federico I Barbarroja con sus hijos: Enrique y Federico.

En el 1154 Federico I de Suabia conocido también como Federico Barbarroja, en ese entonces siendo Emperador del Sacro Imperio Romano Germánico, decidió viajar a Italia para reafirmar los antiguos derechos y privilegios sobre sus dominios italianios y recuperar la obediencia de aquellas comunas que se había vuelto demasiado independientes.
A la cabeza de un pequeño ejército, fue coronado rey en Monza (o a Pavía), después convocó una dieta en Roncaglia en la cual revocó todos los derechos usurpados por las Comunas en tiempos de Enrique IV.
También estuvo presente en Roncaglia el obispo de Asti, Anselmo, quien, apoyado también por Guillermo del Montferrato, presentó algunas quejas sobre la comuna de Asti, culpable de haber usurpado dominios y poderes del clero de Asti.
Después de haber destruido primero Como y Lodi, en 1155 el emperador destruyó Chieri y mientras los habitantes de Asti huían a Annone, las tropas imperiales, probablemente unidas a las de Montferrato, destruyeron las murallas y derribaron las torres de la ciudad.
La ciudad de Asti pasó a formar parte de las comunas obedientes al imperio y en enero de 1159 Federico Barbarroja en la corte real de Marengo emitió un diploma a favor de Asti en el que tomaba la ciudad bajo su jurisdicción directa instalando tres alcaldes: Carioth, Robaldo Gardini. y Pietro Cortese.
Además, a los tres gobernantes se les asignaron algunas tierras, incluido el castillo de Annone. La ciudad, por el contrario, se comprometió a pagar un impuesto de 200 marcos de plata al año el día de San Martín. De esta forma, Barbarroja se aseguró el apoyo del municipio más poderoso del Piamonte en la lucha contra los municipios lombardos.
En 1168, sin embargo, el aumento del poder de la Liga Lombarda obligó al emperador a regresar rápidamente a su tierra natal. Es probable que Asti, siendo el principal protector del Marquesado de Montferrato, se uniera a la Liga en ese período. La alianza con Asti y la fundación de la ciudad de Alessandria bloqueaban así el camino piamontés para una hipotética vuelta del emperador.
Entre 1169 y 1171, Asti firmó acuerdos con Alba, Alessandria y Enrique Guercio del Vasto. El 19 de junio del 1172, en Montebello, derrotó al marqués de Montferrato junta a otras ocho ciudades de la Liga. Asti fue el encargado de dictar las condiciones de la rendición: entrega de las localidades de Portacomaro y Felizzano, el castillo de Uzzone (Trino) y entrega de los prisioneros.
Tras derrotar al marqués de Montferrato, Asti se dirigió hacia los dominios del conde Oberto de Biandrate, que limitaban con el municipio al norte. Al unirse la ciudad de Chieri, derrotó al conde en 1172, que se vio obligado a liberar de todos los peajes a Asti.
Instado por Pavía y el marqués de Montferrato, Barbarroja regresó a Italia en septiembre de 1174 cruzando el valle de Susa.
Tan pronto como el emperador llegó a las puertas de la ciudad, Asti se rindió y recibió protección mediante el pago de una gran suma de dinero. Asti fue juzgada como traidora por las demás ciudades de la Liga Lombarda, aunque es probable que la ciudad ya estuviera considerando pasar a las filas imperiales desde hacía algún tiempo por temor a represalias del marqués de Montferrato y del conde de Biandrate.
Federico sitió Alessandria, pero después de algunos meses de lucha desistió de su conquista y justo cuando se habían reunido las tropas de refuerzo y él acababa de reanudar su marcha hacia el sur, el emperador fue vencido en la Batalla de Legnano, el 29 de mayo de 1176, por el ejército de la Liga, sufriendo una derrota desastrosa.
Dado que tras la victoria la Liga se estaba desmoronando debido a conflictos y rivalidades internas entre los Municipios, se alcanzó así la "paz definitiva" de Constanza el 25 de junio de 1183: el emperador reconoció la Liga y otorgó a las ciudades que la integraban concesiones en materia de todos los ámbitos, administrativo, político y judicial.
La ciudad de Asti vio un aumento de su poder político y económico a partir de la Paz de Constanza y en 1186, por la fiel constancia hacia el emperador y por su ayuda en la lucha contra Cremona y Manfredi, fue liberada de todos las apelaciones previamente hechas contra ella.
En 1188 la Comuna obtuvo del Marqués de Busca, una duodécima parte del castillo de Mombercelli y Malamorte (Belveglio); al año siguiente, otros señores de Mombercelli siguieron los precedentes, al igual que el marqués de Ceva y el Marquesado de Incisa al año siguiente.
Hubo muchas posesiones adquiridas por la Comuna, incluida Castell'Alfero (1189).

### La guerra contra Montferrato
En las últimas década del siglo XII y en el primero del XIII, Asti tuvo que lidiar con varios frentes: el marqués del Monferrato Bonifacio I con la ayuda del conde de Biandrate, el marqués de Saluzzo, el marqués de Busca Manfredo Lancia, y Alba, movieron sus tropas para conquistar varios territorios de Asti.
Por otro lado, Asti se alió con Alessandria, Chieri y el marqués Del Carretto.
La mayoría de los enfrentamientos que tuvieron lugar entre 1192 y 1194. Las tropas de Montferrato fueron vencidos por los habitantes de Asti y sus aliados, gracias también al alcalde de Piacenza, Giacomo Stretto, que gobernó la ciudad en ese período de manera excelente tanto desde el punto de vista diplomático como militar.
En el 1198 Asti, Alessandria e Vercelli se unieron contra el marqués de Monferrato y durante los combates, Asti ocupó Castagnole y fortificaron algunas propiedades de la comuna cerca de la localidad de Costigliole, que sirvieron como baluartes contra los feudos alerámicos.
Los enfrentamientos pusieron del lado de la Comuna a los señores de Lanerio y Canelli.
Bonifacio abandonó la batalla de Piamonte en el verano de 1201, para sustituir a Tebaldo III de Champaña y comandar la Cuarta Cruzada, dejando el mando a su hijo Guillermo VI de Montferrato.
Hizo una paz separada con Alessandria y llegó a un acuerdo con Alba para atacar la ciudad de Asti.
Las luchas duraron hasta 1207. Asti no solo logró vencer a sus enemigos, sino que, al término de las luchas, vio su dominio acrecentado, encontrando en el noreste una gran resistencia de Alessandria y del Montferrato; desarrolló su expansión en el suroeste donde solo el fuerte baluarte de Alba, se opuso a su dominio, conquistando la ciudad de Mondovì (el 1 de septiembre del 1205, los ciudadanos monregaleses obtuvieron la ciudadanía de Asti), la decisión de Cuneo y la alianza con Savigliano.
En 1205, cerca de Tonco, las tropas del marqués de Montferrato sufrieron una derrota desastrosa que le obligó al año siguiente pedir la paz con Asti.
El 30 de april del 1206, sobre la plaza del Duomo di Asti, en. asamblea pública, el marqués Guillermo del Montferrato juró sobre el Evangelio y prometió al alcalde de Alba Lantelmo de Monza mantener y observar las cláusula de la paz, a cambio la Comuna obtuvo una parte de Loreto y los países de Calliano, Mombercelli y Belveglio.
Por último, la Comuna compró muchas tierras en Langa a Otón del Caretto y Enrico II Del Carretto, quienes se apoderaron de las tierras vendidas, cediendo también los territorios restantes de Loreto y Castagnole delle Lanze a Asti.

## SigloXIII

### Federico II

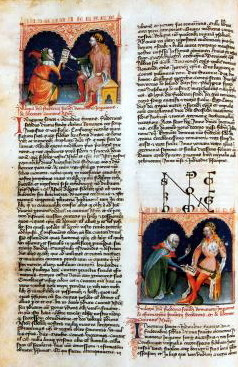
Codex Astensis, Federico II Hohenstaufen concede privilegios a la ciudad.

La inesperada muerte de Enrique VI en el 1196 provocó un periodo de luchas y desacuerdos en toda Europa, en Piamonte, la comuna de Asti asedió Annone, que ya se había convertido en propiedad imperial, para reconquistarla.
Otón IV, después de su elección, viajó a Piamonte, y envió a Asti una carta reclamando derechos imperiales sobre la ciudad y Castello de Annone. Una vez recuperada la propiedad, se instaló allí un tal Corrado, a quien también encomendó tareas diplomáticas y la colaboración con los marqueses de Saluzzo.
En 1212, un joven Federico II, "el niño de Apulia", desembarcó en Génova con una escolta armada enviada a Alemania por el papa Inocencio III para recuperar la corona alemana.
El joven suabo pasó por Asti, que de inmediato se puso de su lado e incluso envió un contingente armado para protegerlo en el viaje.
El 27 de julio de 1214, en la batalla de Bouvines, Felipe Augusto, rey de Francia, aliado de Federico, derrotó a Otón IV, aliado de los ingleses los cuales abandonaron sus objetivos del imperio y se retiraron a sus feudos en Sajonia.
En la dieta de Basilea, los comerciantes de Asti ofrecieron a Federico un préstamo de mil marcos de plata para Annone con el compromiso de conservarlo hasta que saldara la deuda.
En el decreto de 1219, el emperador concedió a la ciudad de Asti los privilegios ya obtenidos por sus predecesores y en el de 1220 concedió a Annone tras el pago de un nuevo préstamo de 800 marcos.
En 1224, Tomás I de Saboya, conocido de Flandes, se convirtió en vasallo de la Comuna y se vio obligado a comprar una casa en la ciudad.
En mayo de 1237, algunos disturbios violentos, organizados por familias hostiles al papa Gregorio IX, obligaron a este último a huir a Umbría. Federico, a quien le resultó muy conveniente aparecer como defensor de la episcopado, tomó las armas, derrotó a los rebeldes en Viterbo (octubre de 1237) y restableció a Gregorio en el trono episcopal (1238).
Sin embargo, Federico había llegado a Italia con el objetivo de someterla al Imperio alemán, favoreciendo el establecimiento de señoríos gibelinos amigos suyos. El 27 de noviembre de 1237 en Cortenuova, el emperador logró una notable victoria sobre la Liga Lombarda.
El territorio italiano se dividió en cinco vicariatos y Piamonte con parte de Lombardía (desde Pavía hacia el norte) constituyó el segundo, confiado a un general para la administración.
Después de Cortenuova, el marqués Bonifacio abandonó la liga para unirse al emperador. Federico dejó como vicario a Manfredi Lancia, que hubiera querido atacar Asti que, sin embargo, seguía siendo pro-imperial y por eso, con la ayuda de Alba, fundó Cherasco en noviembre de 1243 para frenar los objetivos expansionistas y comerciales de la comuna.
Después de 1245, la Casa de Saboya permaneció establemente fiel al emperador incluso después de su excomunión por parte del Papa Inocencio IV y las ofertas del papado a favor de Amadeo IV, pero en 1250, el emperador murió prematuramente y los Saboya estaban listos para darle la espalda al imperio por el papado.
En este punto, los enemigos tradicionales Alba y Asti se aliaron para frenar la expansión territorial de Saboya en el sur de Piamonte.

### Guerra contra Tomás de Saboya
Después de la muerte de Federico II, Tomás II de Saboya al casarse con una sobrina de Inocencio IV, aumentó notablemente su peso político y militar, por lo que esto creó conflictos con Asti que inevitablemente llegaron al estallido de una guerra.
Después de un año de luchas, a finales de 1255 Tommaso sufrió una gran derrota cerca de Moncalieri, donde fue hecho prisionero.
Asti lo tuvo prisionero por casi dos años. Las consecuencias de este acto fueron desastrosas para la Comuna: en toda Europa los soberanos reaccionaron con represalias y encarcelamiento de mercaderes de Asti y muchas veces la Comuna debió intervenir en la liberación con grandes sumas de dinero.

### Carlos de Anjou

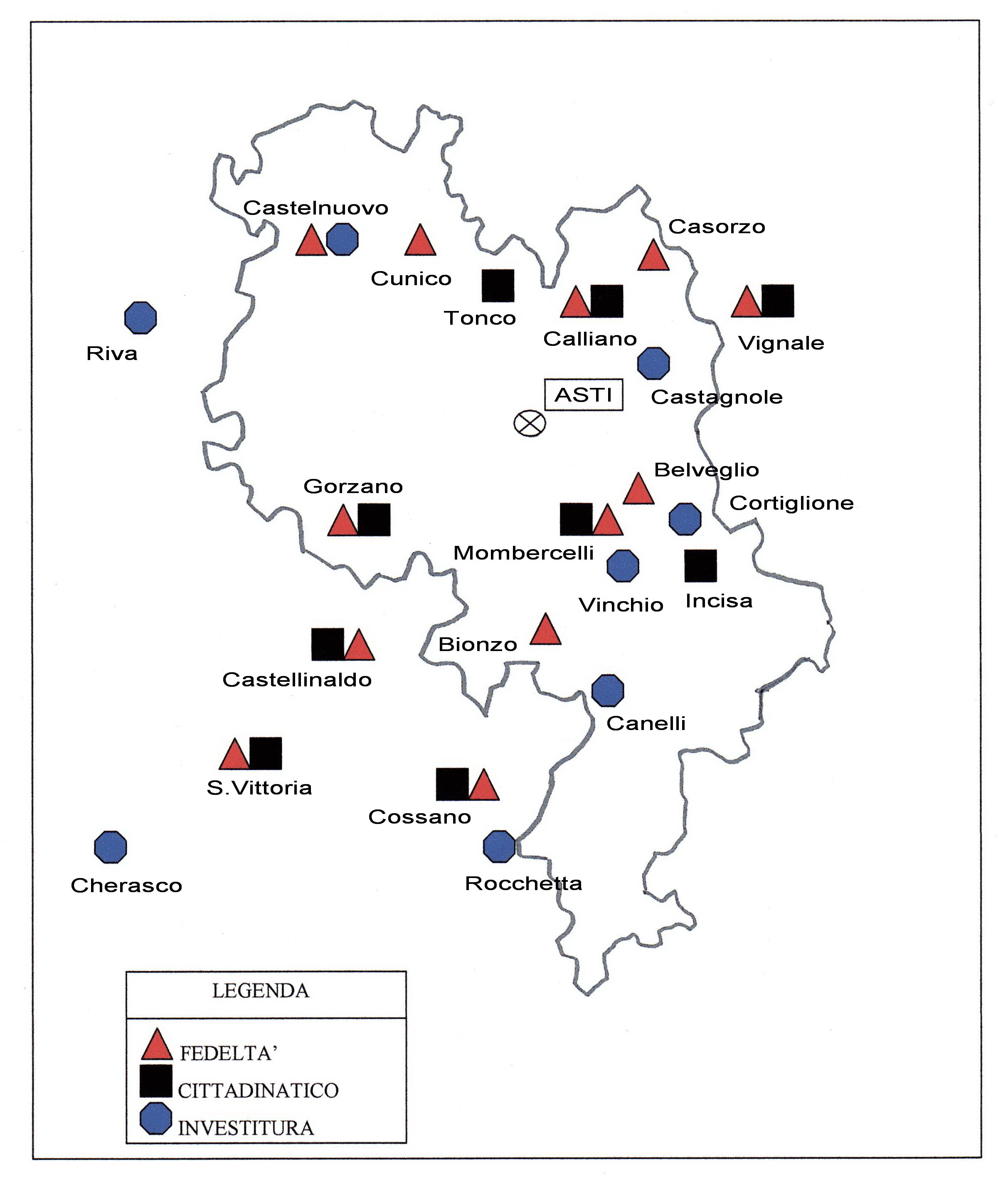
Desarrollo territorial de la comuna tras la victoria en Roccavione en 1275.

En la primavera de 1259, a la muerte de Tomas II de Saboya, Carlos de Anjou, en el marco de las luchas entre Asti y los Saboya, trató de aprovecharse de la situación que había desgastado a Asti.
Los Anjou reunieron no sólo a los enemigos tradicionales de Asti, sino también a muchos de sus aliados que, sin embargo, temían un aumento del poder del municipio de Asti. En 1259, Provenzal firmó un acuerdo con la ciudad de Cuneo para el tránsito del sus tropas a través del Paso de Tenda y en los meses siguientes obtuvo la alianza de Alba, Cherasco, Savigliano, Bene y Mondoví.
El conflicto duró cerca de 15 años creando también una profunda fractura entre la Comuna y el Clero. En un primer momento ,las dos partes se aliaron, debido a que los Anjou habían ocupado muchos territorios de la iglesia de Asti, pero en 1270, cuando el rey restituyó al obispo los bienes anteriormente fueron cambiados por la mitad de Mondoví, Conrado del Cocconato tuvo toses con las estrategias de la Comuna.
En este punto, muchos vasallos y familias leales al obispo se pusieron del lado de los Anjou y en 1274, cuando el ejército de Asti fue derrotado cerca de Cossano Belbo con muchos prisioneros de Asti deportados a Alba y Aix-en-Provence, muchas familias nobles del campo se pasaron al lado de Carlos I, entregándole sus castillos.
La comuna no se quedó de brazos cruzados y estipuló un acuerdo con Génova y el Marqués de Monferrato y en Roccavione en 1275 derrotaron a las tropas reales. En señal de burla, los habitantes de Asti celebraron su tradicional Palio bajo las murallas de la ciudad de Alba.

«Post haec Astenses venerunt Albam ad Sanctum Frontanianum, et eorum vineas et arbores vastaverunt, et prope eorum portas palius Astensis cursus fuit, sicut fieri solet Ast in festo beati Secundi, et hoc fuit in festo beati Laurencii. Anno Domini MCCLXXV.»
«Después de estos hechos, el pueblo de Asti vino a Alba, a San Frontaniano, arrasaron sus viñedos y árboles y se celebró cerca de sus puertas el Palio Astese, como es costumbre en Asti en la fiesta de San Secondo y esto ocurrió en el aniversario del Beato Lorenzoen el año 1275.»
Guglielmo Ventura 

El rey se retiró a Provenza y la ciudad de Alba se vio obligada a ceder Bra, el consorcio de Carassone, Bredulo y Morozzo al pueblo de Asti.

### Güelfos y gibelinos

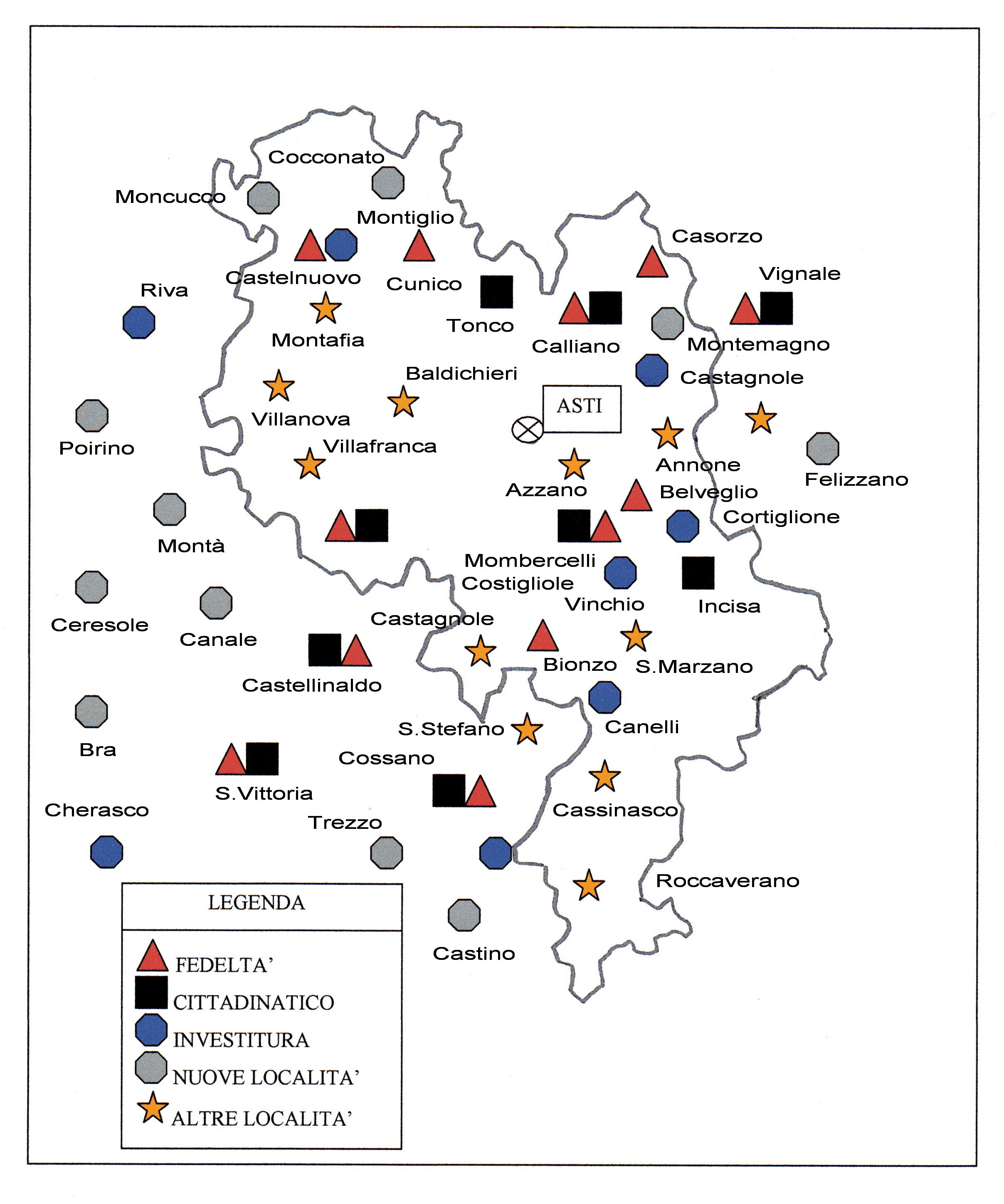
Territorio de la comuna después de la captura de Guillermo del Monferrato en 1290.

Entre 1268 y  1272, rey Carlos I intentó someter a Asti, pero sin éxito.
Los güelfos de Asti, encabezados por la familia Solaro esperaban este desarrollo político. Eran vasallos del obispo pero se mantenían al margen del gobierno de la ciudad.
En 1271, Francesco y Bonifacio Solaro durante una asamblea cívica en las "volte del duomo" apedrearon a Robaldo Catena, suegro de Ruffino Guttuari.
Ruffino pertenecía a los gibelinos conocidos como los "Becchicinere" que, buscaban acuerdos con el marqués de Monferrato para llegar al poder de la ciudad.
El resultado de esta disputa fue el estallido de enfrentamientos entre las dos facciones en los meses siguientes que provocaron la muerte de muchos representantes de las dos facciones.
Las fuertes tensiones y luchas internas de las familias Asti se desarrollaron en un momento muy delicado para la supervivencia de la república de Asti: dentro del control militar de los Anjou, no podía permitirse el lujo de expulsar o desterrar a sus ciudadanos más problemáticos para no reducir significativamente sus propias milicias.
La victoria de Roccavione en 1275, que se produjo gracias al despliegue de los Guttuari con sus aliados (principalmente el marqués de Montferrato), supuso, por un lado, eliminar el peligro de que la ciudad fuera incorporada a los dominios Anjou y por el otro, al ascenso de la facción gibelina con la consiguiente reducción de la facción güelfa.
Entre 1288 y 1292 el pueblo empezó a tener un papel fundamental en el gobierno de la ciudad de Asti.  Esto se evidencia claramente en los acuerdos ciudadanos del Popolo estipulados en esos años.
Esto condujo a la entrada de las "cives", es decir, miembros de la sociedad magnate del campo de Asti, en las "Società del Popolo".
En 1289, con el estallido de la guerra contra el Marqués de Montferrato, las familias gibelinas y en particular los Guttuari ,el ala más extrema, culpables de haber firmado acuerdos con los Aleramici, fueron destituidos de los puestos de mando cruciales del Municipio que fue ocupado por los Solaro y sus aliados.
En noviembre del mismo año, Asti entró en liga con Milán, Pavía, Piacenza, Brescia y el conde Amadeo V de Saboya contra Monferrato y tras una primera victoria de este último en la llanura de Quarto (19 de marzo de 1290) el ejército de la Liga Norte se hizo retroceder a las tropas de alerámicos y lanzó una contraofensiva que condujo a la conquista de Vignale en Asti (20 de agosto de 1290).
Para completar su éxito, el 10 de septiembre de 1290 los habitantes de Asti, gracias a una estratagema, capturaron al marqués Guillermo VII en Alessandria, lo llevaron a prisión y después de dos años murió.
El 26 de diciembre de 1292 se firmó la paz en Niza bajo la supervisión del rey Carlos II.

## SigloXIV

### La guerra civil
Aunque la guerra con los enemigos fuera de la comuna había cesado, los enfrentamientos no cesaron entre las dos facciones dentro de la ciudad.
En 1297 los Guttuari empezaron a perseguir a los Solaro y tomaron el Castel Vecchio, la antigua residencia del obispo de Asti. La ocupación de una de las zonas más importantes de la ciudad en el ámbito militar era señal del inminente peligro de luchas ente facciones.
Ocupar la antigua sede episcopal no solo significó solamente la apropiación de un punto estratégico de importancia, sino que, en el aspecto psicológico, dio un duro golpe a la facción Solaro, ya que era aliada de la iglesia de Asti.
Para celebrar y recordar este hecho, las dos familias gibelinas más importantes (Guttuari, Isnardi), que ya tenían vínculos comerciales y familiares, formaron el Hospicio Di Castello, al que también se unieron los Turcos a finales del Siglo XIII.
Para contrarrestar esta formidable alianza, la familia Solaro también formó un Hospicio, vinculándose a los Cazo y Mignano.
La tensión culminó en 1302 cuando Manuello Solaro fue asesinado por Guglielmo Turco. Los enfrentamientos estallaron en toda la ciudad, dividiéndola en dos facciones: Los gibelinos Alfieri, Lunelli, Scarampi, Voglietti, Vischi, Testa, Di San Giovanni, Pallio, Catena, Gardini, Borgognini, Cacherano, Buneo, la mayoría de Roero, Pelletta, Asinari y Lajolo; y los güelfos los Malabayla, Garretti, Troja, De Curia, Falletti, Ricci, Damiani, Perla, Casseni y algunas ramas de las familias Lajolo, Roero, Asinari, Pelletta se alinearon con el Hospicio Solaro.
La mayor parte del pueblo se alineó con los güelfos, y los Guttuari, viendo la desventaja numérica, abrió las puertas de la ciudad, cercanas a San Lorenzo, a los ejércitos de Montferrato, Saluzzo, e Incisa, esto en mayo de 1303.
Después de un enfrentamiento en la Plaza San Martino, la facción güelfa huyó de la ciudad y encontró asilo en Alba y Chieri. La represalia de los gibelinos fue muy dura: ataques a los aliados de Solaro y destrucción de todas sus propiedades. Todas las tierras perdidas en guerras anteriores fueron devueltas a los tres marqueses.
Después de aproximadamente un año, el 3 de mayo de 1304, los Solaro, con la ayuda de Alba y Chieri, reunieron un ejército de 200 caballeros y 5000 soldados que, con el favor de la población, entraron en las murallas occidentales de la ciudad y cerca del convento de Santa Anna y más tarde en la Plaza delle Erbe (actual Estatuto), derrotaron a los gibelinos que se refugiaron en los dominios del marqués de Monferrato.
La venganza de los Solaro también fue muy dura: asesinatos, confiscaciones y represión no se hicieron esperar, incluso las propiedades de los Guttuari fueron demolidas.
En varias ocasiones los exiliados intentaron recuperar la posesión de la ciudad, primero con la ayuda de Monferrato (1304-1305) y más tarde con el conde Amadeo de Saboya y el príncipe de Acaya (1306), pero los Solaro siempre consiguieron resistir la presión militarmente y diplomáticamente, pero cuando se dieron cuenta de que los De Castello estaban cerrando acuerdos con Enrique VII, el 28 de julio de 1310 estipularon un acta de dedicación a Roberto de Anjou: tras el pago de 100 marcos de plata al año recibían a cambio su protección. El 10 de agosto el rey fue recibido con un suntuoso banquete en el convento franciscano.

### El fin de la república

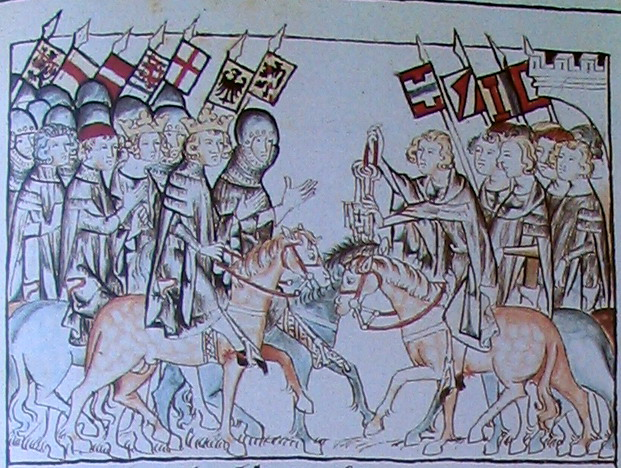
Enrique VII ingresa a Asti. Ilustración del manuscrito Bilderzyclus von Kaiser Heinrichs Romfahrt de 1340.

El 10 de noviembre de 1310, Enrique VII, llegó a Asti para someter y pacificar la ciudad, que había estado a merced de continuas guerras civiles durante casi cincuenta años. El emperador estuvo acompañado de su cuñado Amadeo V de Saboya, su vicario en Piamonte.
Durante su estancia, que duró casi un mes, acogió a la familia gibelina De Castellos y celebró una reunión solemne en el mismo refectorio de los franciscanos en la que, además de Acaya y Saboya, participaron Tebaldo, obispo de Lieja, Giraldo, obispo de Sabina, Aimone, obispo de Ginebra, y Guido II Valperga, obispo de Asti, donde confirmó todos los privilegios de la ciudad, pero renovó completamente el Gran Consejo: el Alcalde y el Capitán del pueblo fueron reemplazados por Nicola Bonsignore de Siena, vicario imperial
El emperador abandonó la ciudad el 12 de diciembre de 1310 para dirigirse a Milán. En señal de sumisión, el pueblo de Asti reunió 100 soldados y más de 1000 infantes para apoyar al emperador luchando algunas batallas en Lombardía, pero después de algunos años, demasiados impuestos y el acoso de los vicarios imperiales (Amadeo V de Saboya y Felipe de Acaya), especialmente contra las familias güelfas, impacientaron a la ciudad ante el emperador.
Con la ayuda del senescal angevino Ugo del Balzo, los Solaro expulsaron de la ciudad a la facción gibelina de los De Castello y el 17 de abril de 1312 el gobierno firmó un acta de dedicación al rey Roberto de Anjou.
Enrique VII no tardó en enterarse de esto, y entonces decidió declararla una ciudad rebelde en la proclama imperial, pero el 24 de agosto de 1313, en Buonconvento, cerca de Siena, murió, desvaneciéndose toda su posible venganza.
Después de casi tres siglos de libertad, llegó el fin de la república de Asti. el moribundo gobierno de Asti, que en el pasado había luchado con todas sus fuerzas contra los Anjou, se vio obligado a realizar un acto de sumisión.

Cuando Enrique se enteró de esto, privó a Asti de todos los privilegios, y los declaró bajo la prohibición imperial. Pocos días después, es decir, el cuatro de agosto, murió en Buonconvento a causa de la litiasis y así se desvaneció todo temor de venganza por su parte. Mientras tanto, Asti se continuó gobernando por sí mismo durante algún tiempo; pero habiendo finalmente el rey Roberto confirmado el mencionado acuerdo con sus cartas del 4 de marzo de 1314, pasaron enteramente bajo su señorío y sus glorias republicanas llegaron a su fin.
Serafino Grassi

### Dedicación a los Anjou
Los cambios en la administración de la ciudad fueron mínimos: el alcalde fue sustituido por un vicario real, manteniendo el consiglio di credenza.
La comuna obtuvo que sus ciudadanos estuvieran libres de todo derecho o peaje en las localidades del reino y pudieran comerciar libremente y el rey estaba obligado a proteger a los comerciantes de Asti de cualquier embargo de mercancías por parte de los Saboya o los Acaya.
La dedicación provocó la furia de Amadeo V de Saboya que se apoderó de las propiedades de Asti en sus dominios y sólo el desembolso de dinero y las intervenciones diplomáticas por parte de los habitantes de Asti les permitieron recuperar sus bienes.
La facción güelfa liderada por los Solaro gobernó la ciudad por los siguientes 35 años, aunque se continuó con la guerra de guerrillas contra los gibelinos y las represalias continuaron.
En 1314, los Solaros devastaron Settime e hicieron incursiones en Riva y Poirino, mientras los Guttuari conquistaban Mombercelli. Entre 1314 y 1315 hubo luchas en Viarigi, Villanova, Buttigliera, Moncalieri, Revignano, Masio, Vinchio, Belveglio, Costigliole, Loreto, Castagnole delle Lanze, Montegrosso, Govone, Vigliano, Montaldo Scarampi, Isola, San Marzanotto, y Montemarzo.
En el 1319, Hugo del Balzo, regresando después de un ataque cerca de Novi, cayó en una emboscada de las tropas de la Casa de Visconti y del rey Roberto y envió a su vicario, el general Raimundo de Cardona a sustituir al senescal.
En 1332, Roberto de Anjou consiguió que se firmara una paz entre las dos facciones, pero apenas dos años después se reanudaron los enfrentamientos y los Guttuari, aprovechando que el rey estaba ocupado contrarrestando el ascenso de Federico de Aragón apoyado por Juan II Paleólogo, marqués de Montferrato el 26 de septiembre de 1339, entraron en la ciudad y logró derrotar a las milicias güelfas.

### Juan II Paleólogo
Con el acto del 9 de octubre de 1339, Juan II fue proclamado gobernador de la ciudad de Asti. El mandato habría durado cuatro años y habría recibido una compensación anual de 500 liras. Giacomo de Acaya y las tropas angevinas intentaron recuperar la ciudad, pero todos los intentos fueron en vano. En febrero de 1340, los habitantes de Asti y Monferrato derrotaron a Acaia cerca de Riva, pero este fue uno de los últimos enfrentamientos que sufrió la facción de los De Castello.
Entre 1341 y 1342 hubo muchos enfrentamientos y la ciudad quedó rodeada. La coalición de Solaro con Acaia, Alba y las tropas angevinas se volvió tan amenazadora que el pueblo de Asti, de concierto con el vicario de Monferrato, el Conde Pallavicino, decidió someterse completamente a los Visconti de Milán. El 10 de agosto de 1342, cuatro embajadores de Asti fueron enviados a Milán e hicieron un acto de dedicación a Luchino Visconti. El 14 de agosto, el líder lombardo aceptó

## Desarrollo urbano
La ciudad, hasta finales del siglo XII, permaneció esencialmente sin murallas, con sólo algunas zonas fortificadas estratégicas.
El desarrollo y consolidación de la República también dio lugar al incremento de los recursos económicos y organizativos de los que disponía la ciudad. En un principio el límite de la ciudad estaba delimitado con empalizadas, terraplenes y fosos llamados "sepes" que la protegían de los peligros exteriores.
A partir de mediados del siglo XIII se construyeron las primeras murallas de la ciudad. Este primer recinto estaba dotado de puertas fortificadas para permitir la entrada.
Ogerio Alfieri, en su crónica nos cuenta que en 1280 la ciudad estaba rodeada de hermosas murallas nuevas (el recinto de los nobles), con populosos suburbios externos.

## Extensión territorial
El Codex Astensis revela que a principios del siglo XIV (período de máxima expansión) el territorio que ocupaba la República limitaba:
- Al este con el Marquesado de Monferrato con las localidades de Villadeati, Moncalvo, Grazzano, Viarigi y Fubine; con Alessandria vía Quargnento, Solero y Oviglio; nuevamente con Monferrato con Mombaruzzo, Acqui y Bistagno; con los marqueses de Carretto a través de los feudos de Spigno, Dego, Millesimo, Cairo y Calizzano.

- Al sur el territorio llegaba hasta los Apeninos ligures y con el Condado de Provenza a través de Ormea.

- Al oeste limitaba con Cuneo y el Marquesado de Saluzzo, el principado de Acaya a través de Racconigi y Carignano.

- Al norte con el territorio de Chieri hasta Villastellone y nuevamente después de Sciolze con el Marquesado de Monferrato.

El territorio comprendía las ciudades de Mondovì, Fossano y Carmagnola, así como 313 tierras para un total de cerca de 446.600 habitantes.

## Organización político-administrativa
Las primeras noticias de los cónsules se encuentran en el documento 635 del Codex Astensis del 28 de marzo de 1095. Inicialmente incluidos en el gobierno clerical, fueron nombrados cuatro para gobernar la Comuna de Asti. Pasados los primeros años, tras guerras civiles, hubo un período en el que se alternaron períodos consulares con períodos de alcaldes, hasta llegar al gobierno del alcalde apoyado por cuatro "sabios" y el consiglio di credenza. A partir de 1224 los cónsules dejaron de estar presentes el Codex Astensis.
El alcalde era un extranjero que podía garantizar la equidistancia de todos los puntos de la ciudad.  Gobernaba con sus propios magistrados y tenía poder de decisión en asuntos ejecutivos, representativos y militares, también era juez supremo en asuntos civiles y penales.  El cargo duró un año y en el último mes se le prohibió redactar documentos públicos.
El consiglio di credenza era un organismo institucional con poderes consultivos y deliberativos.
Posteriormente en el siglo XIII el concejo se dividió en dos cámara s: una cámara superior y otra inferior.
El número de credendari varió de 60 en la primera lista de 1188 a más de 160 personas a finales del siglo XIII.
En 1224 se mencionan por primera vez las Cuatro Sociedades del Pueblo, formadas directamente por las sociedades populares locales.
En contraposición a las sociedades del pueblo, se estableció la Sociedad de Milicia, formada por los nobles de la ciudad.
En 1250 se creó también la Sociedad de San Secondo, una sociedad popular superterritorial que acogía a representantes de las familias nobles de Asti que no se habían unido a la Sociedad de la Milicia.
Las cuatro Sociedades del Pueblo más la de San Secondo se fusionaron en la Sociedad del Pueblo compuesta por 200 concejales divididos en los cuatro distritos de la ciudad, un capitán elegido anualmente y cuatro rectores. En 1257 se añadió también la figura del alcalde del pueblo como jefe de la Sociedad Popular.
La Sociedad Popular tuvo un gran desarrollo bajo el gobierno de los Solaro en el período de dedicación a la casa de Anjou. En 1340, con el cambio de facción gibelina en la ciudad, se reorganizó la Sociedad de Milicia.
Al frente de esta Sociedad había 4 rectores elegidos trimestralmente, asistidos por dieciséis "ancianos" o sabios y setenta credendari.  A partir de ese momento, las dos facciones gozaron de los mismos derechos ante el Municipio.

### Citas
1. ↑  Sella, 1887, «Capítulo I».
2. ↑  Tamagnone, 1931, p. 11.
3. ↑  Sella, 1887, «Capítulo III-Capítulo IV».
4. ↑  Bordone, 1980, p. 259.
5. ↑  Fissore, 1973, pp. 481-482.
6. ↑  Vergano, 1951, p. 40.
7. ↑  Sella, 1887, p. 6.
8. ↑  Bosio, 1894, p. 203.
9. ↑  Vergano, 1951, p. 12.
10. ↑  Vergano, 1953, p. 20. «Asti, que ocupaba el curso medio del Tanaro, era el rival natural del marquesado de Monferrato que intentaba subyugar el mayor número de territorios piamonteses»
11. ↑  Autor desconocido, 1379, doc. 6.
12. ↑  Vergano, 1953, p. 26.
13. ↑  Usseglio, 1926, p. 368. «El castillo de Uzzone debería ser el de Trino que perteneció al obispo de Vercelli Uguzzone o Uguccione»
14. ↑  Vergano, 1953, p. 32.
15. ↑  Vergano, 1953, p. 46.
16. ↑  Di Ricaldone, 1972, p. 1890.
17. ↑  Tamagnone, 1931, p. 49.
18. ↑  Nebbia y Brezzi, 1992, p. 85.
19. ↑  Nebbia y Brezzi, 1992, p. 16.
20. ↑  Castellani, 1998, p. 47.
21. ↑  Alfieri, siglo XIII. «En Cossano, Asti dejó 700 muertos y alrededor de 2.000 heridos en el campo.»
22. ↑  Ferro, 1990.
23. ↑  Ventura, siglo XIV, «Capítulo X».
24. ↑  Castellani, 1998, p. 70.
25. ↑  Castellani, 1998, «Asti al tempo di Carlo d'Angiò».
26. 1 2  Castellani, 1998, «Verso le lotte civili del Trecento».
27. ↑  Ventura, siglo XIV, «Capítulo XIV».
28. ↑  Autor desconocido, 1379, doc. 928.
29. ↑  Bianco, 1960, pp. 223–224.
30. ↑  Peyrot, 1983. El códice del que se tomó la miniatura fue encargado por el hermano del emperador, Balduino de Luxemburgo, arzobispo de Tréveris.
31. ↑  Sella, 1887, p. 118.
32. ↑  Grassi, 1890, p. 269.
33. ↑  Vergano, 1957, p. 34.
34. ↑  Grassi, 1890.
35. ↑  Sella, 1887, p. 277.
36. ↑  Ferro et al., 1994, p. 67.
37. ↑  Castellani, 1998, «Caratteri e origini del gruppo di governo».
38. ↑  Gabotto y Gabiani, 1906, p. 407.